# ワイアンドット郡 (オハイオ州)
ワイアンドット郡（英: Wyandot County）は、アメリカ合衆国オハイオ州の北部に位置する郡である。2010年国勢調査での人口は22,615人であり、2000年の22,908人から1.3%減少した。郡庁所在地はアッパーサンダスキー市（人口6,596人）であり、同郡で人口最大の都市でもある。
郡名はワイアンドット族インディアンの言葉から採られており、「平原の周辺」や「半島の住人」など様々に訳されている。

## 地理
アメリカ合衆国国勢調査局に拠れば、郡域全面積は407.55平方マイル (1,055.5 km2)であり、このうち陸地406.86平方マイル (1,053.8 km2)、水域は0.69平方マイル (1.8 km2)で水域率は0.17%である。

### 隣接する郡
- セネカ郡 - 北
- クロウフォード郡 - 東
- マリオン郡 - 南
- ハーディン郡 - 南西
- ハンコック郡 - 北西

## 人口動態
以下は2000年国勢調査による人口統計データである。
| 基礎データ - 人口: 22,908人 - 世帯数: 8,882 世帯 - 家族数: 6,270 家族 - 人口密度: 22人/km2（56人/mi2） - 住居数: 9,324軒 - 住居密度: 9軒/km2（23軒/mi2） 人種別人口構成 - 白人: 97.91% - アフリカン・アメリカン: 0.14% - ネイティブ・アメリカン: 0.08% - アジア人: 0.50% - その他の人種: 0.74% - 混血: 0.62% - ヒスパニック・ラテン系: 1.46% 先祖による構成 - ドイツ系：45.6% - アメリカ人：19.5% - イギリス系：7.0% - アイルランド系：6.9% 年齢別人口構成 - 18歳未満: 25.8% - 18-24歳: 8.2% - 25-44歳: 27.9% - 45-64歳: 22.7% - 65歳以上: 15.4% - 年齢の中央値: 37歳 - 性比（女性100人あたり男性の人口） - 総人口: 95.1 - 18歳以上: 92.5 | 世帯と家族（対世帯数） - 18歳未満の子供がいる: 33.1% - 結婚・同居している夫婦: 57.9% - 未婚・離婚・死別女性が世帯主: 9.2% - 非家族世帯: 29.4% - 単身世帯: 25.4% - 65歳以上の老人1人暮らし: 11.7% - 平均構成人数 - 世帯: 2.53人 - 家族: 3.03人 収入と家計 - 収入の中央値 - 世帯: 38,839米ドル - 家族: 45,173米ドル - 性別 - 男性: 31,716米ドル - 女性: 22,395米ドル - 人口1人あたり収入: 17,170米ドル - 貧困線以下 - 対人口: 5.5% - 対家族数: 3.8% - 18歳未満: 5.2% - 65歳以上: 5.1% |

## 郡政府と政治
ワイアンドット郡はオハイオ州議会下院に元郡監査官だったジェフ・マクレーンを、上院にはデイブ・バークを送り出している。マクレーンは第82選挙区の選出議員であり、この区にはクロウフォード郡全体とマリオン郡北部が含まれている。2008年11月の選挙で初当選してから現職である。バークは上院第26選挙区の選出議員であり、この区には北部8郡が含まれている。2011年7月から現職である。
郡政は3人の郡政委員が様々な郡の部門を監督している。

## 郡区

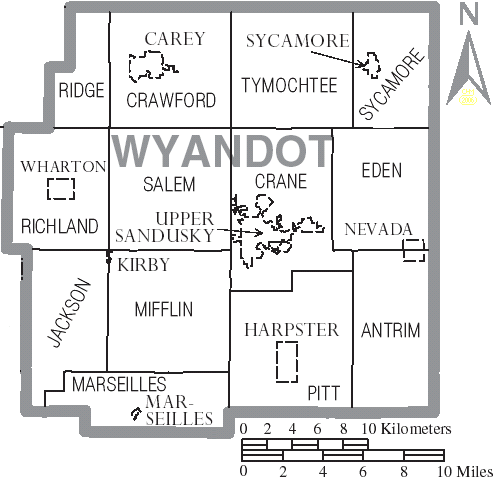
ワイアンドット郡図

ワイアンドット郡は下記13の郡区に分割されている。
| - アントリム - クレーン - クロウフォード - イーデン - ジャクソン | - マーセイルズ - ミフリン - ピット - リッチランド | - リッジ - セイラム - シカモア - ティモクテー |

## 都市と町
- アッパーサンダスキー - 郡庁所在地

### 村
| - キャリー - フォレスト - ハープスター | - カービー - マーセイルズ - ネバダ | - シカモア - ワートン |

### 未編入の町
| - ベルバーノン - ブラウンズタウン - クロウフォード - デューンカット - イーデンビル - リトルサンダスキー | - ラベル - マカッチェンビル - メキシコ - シール - スミスビル - ワイアンドット |

## 再生可能エネルギー
オハイオ州でも最大規模の太陽エネルギー発電所は、ワイアンドット郡空港に隣接した80エーカー (320,000 m2) の敷地にある。159,000枚のソーラーパネルがあり、12メガワットの発電能力がある。2010年8月19日に、テッド・ストリックランド州知事の手で除幕された。製作はPSEGエナジーが行った。